# Sukiel
Sukiel – jezioro położone w Olsztynie na terenie osiedla Likusy.

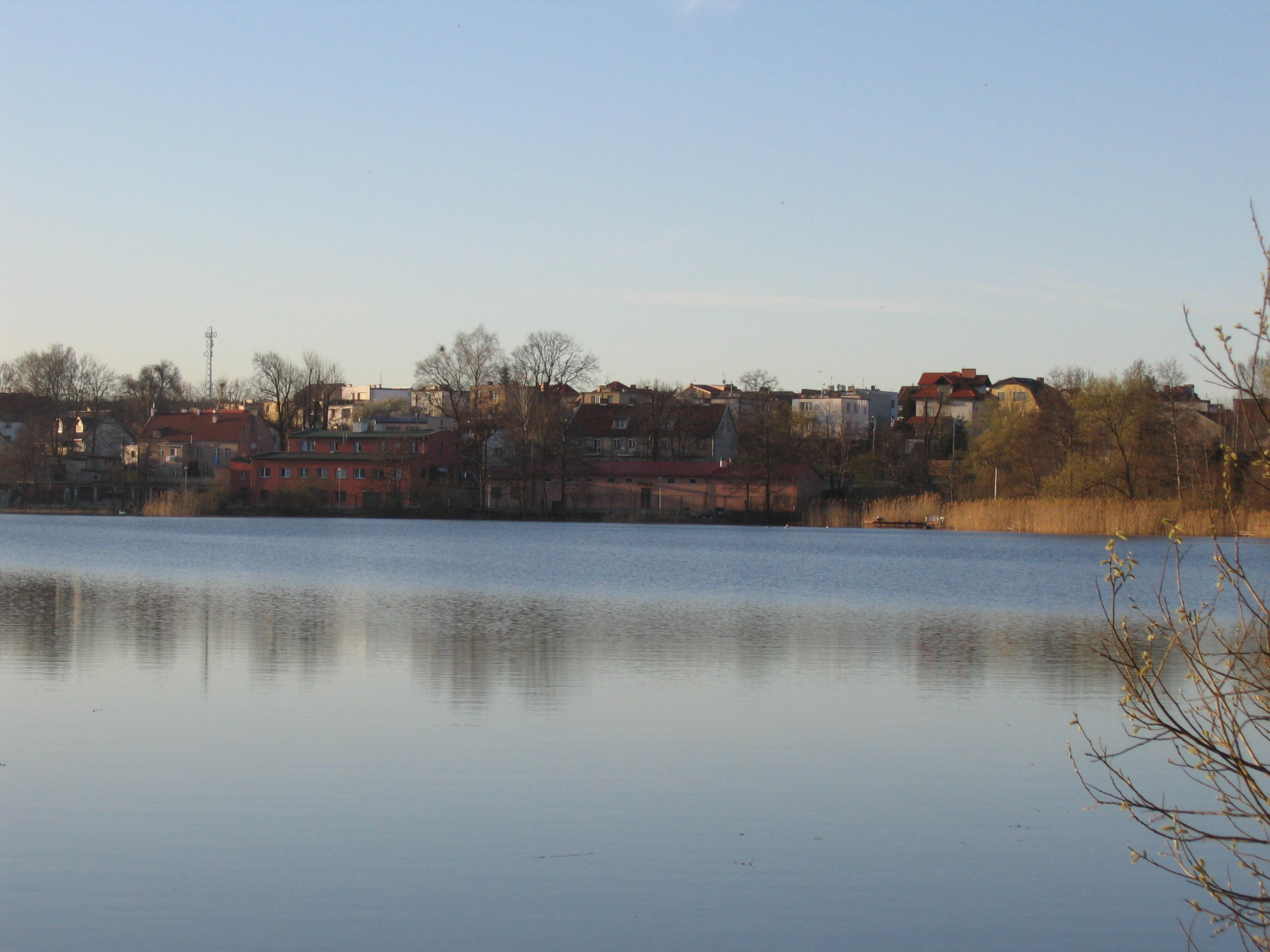
Jezioro Sukiel wczesną wiosną

- Powierzchnia: 20,8 ha
- Objętość: 1366 tys. m³
- Głębokość maksymalna: 25 m